# Butterfly (지드래곤의 노래)
Butterfly(한국어: 버터플라이)은 대한민국의 음악 그룹 빅뱅의 G-Dragon의 노래이다. 이 노래는 2009년 8월 18일에 발매된 그의 데뷔 솔로 음반 Heartbreaker에 수록 되어 있다. 그의 이전 노래와는 대조적으로 업 비트, 느린 템포의 곡으로 G-Dragon는 자신의 곡을 차분하게 묘사하고 있다. 이 노래는 "이국적인 낭만적인 랩 가사와 커플의 사랑을 위한 달콤한 하모니 보컬로 사랑에 빠진 남자의 마음을 솔직하게 담아낸 "로맨틱한" 고백을 말하고 있다. 음원 발매와 동시에 각종 음원 차트의 TOP 10안에 진입했다.

## 뮤직 비디오
이 뮤직비디오는 노래의 로맨틱하면서 몽환적인 느낌을 잘 살려내기 위해 특별히 애니메이션으로 제작 되었다. G-Dragon은 애니메이션으로 만들어진 여자 주인공 캐릭터와 달리 실제 모습으로 등장해 노랫말처럼 현실과 환상을 넘나들며 마치 꿈꾸는 듯한 느낌을 나타내고 있으며, 이런 이유 탓에 뮤직 비디오는 컴퓨터 그래픽에 큰 비중을 두고 있다. YG 엔터테인먼트는 이 뮤직 비디오에 대해 "홍보에 맞춰 특별히 제작 된 뮤직 비디오이다."라고 언급했다. 이 뮤직 비디오는 유튜브에서 4,000,000 뷰의 조회수를 기록했다.